# Storia dell'auto elettrica

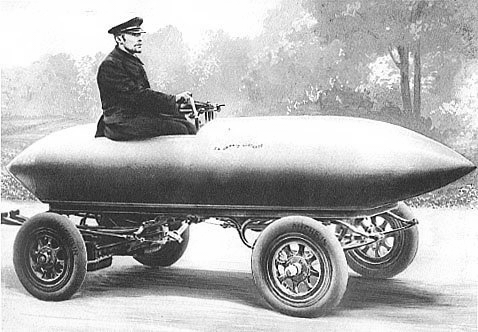
La Jamais Contente

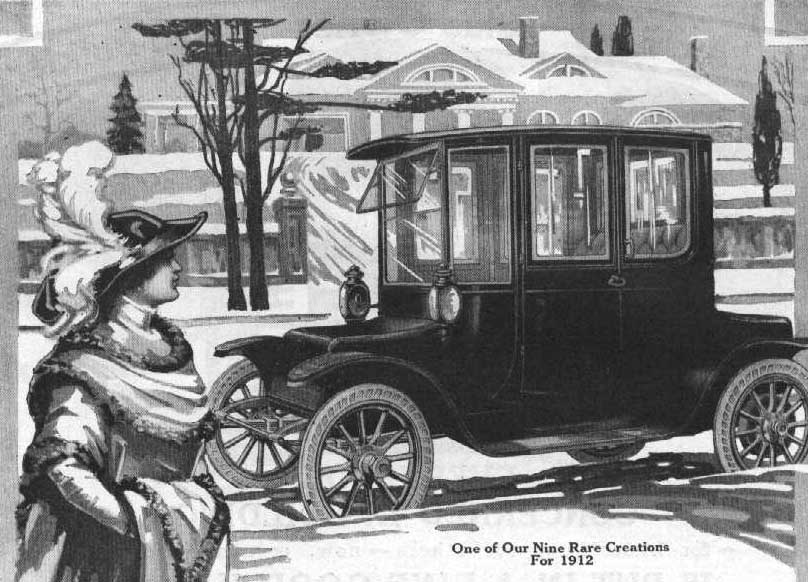
Manifesto pubblicitario del 1912 Detroit Electric

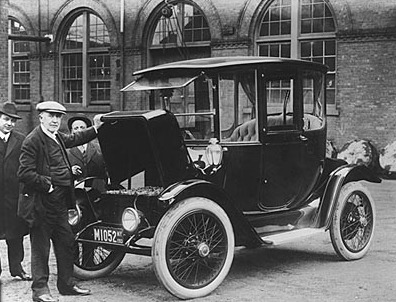
Thomas Edison ed un'auto elettrica nel 1913 (cortesia del National Museum of American History)

Questa pagina è un breve riassunto della storia dell'auto elettrica.

## Introduzione
L'auto elettrica a batteria (BEV, a inizio '900 chiamata anche "elettromobile") fu una tra i primi tipi di automobile ad essere inventata, sperimentata e commercializzata. Tra il 1832 ed il 1839 (l'anno esatto è poco certo), l'imprenditore scozzese Robert Anderson inventò la prima carrozza elettrica, nella sua forma più rozza. Il professore Sibrandus Stratingh di Groningen, nei Paesi Bassi, progettò una piccola auto elettrica, costruita dal suo assistente Christopher Becker nel 1835.
Il miglioramento delle batterie, dovuto ai francesi Gaston Planté nel 1865, consentirono nel 1867 la produzione del primo veicolo a trazione elettrica inventata dall'austriaco Franz Kavogl, che venne presentato all'Esposizione Universale di Parigi, successivamente altro contributo sulle batterie venne da Camille Faure nel 1881, consentì il fiorire dei veicoli elettrici, tra cui nello stesso anno (1881) si ha un triciclo elettrico guidato da Gustave Trouvé a Parigi, pochi mesi dopo a Berlino viene sperimentato un autobus, mentre nel 1885 il francese Jeantaud produce e vende vetture elettriche con una autonomia di 30 Km e una velocità di 20 Km/h. Francia e Gran Bretagna furono le prime nazioni testimoni dello sviluppo del mercato delle auto elettriche.: tra le aziende produttrici vi fu la francese Kriéger. La prima auto elettrica in Italia venne realizzata nel 1891 dal conte Giuseppe Carli a Castelnuovo di Garfagnana.
Pochi anni prima del 1900, prima della preponderanza del potente motore a combustione interna, le auto elettriche detenevano molti record di velocità e di distanze percorse con una carica. Tra i più notevoli di questi record è stato l'infrangere la barriera dei 100 km/h di velocità, raggiunta il 29 aprile del 1899 da Camille Jenatzy nel suo veicolo elettrico 'a forma di razzo', La Jamais Contente, che raggiunse la velocità massima di 105,88 km/h. Per i modelli stradali la velocità massima di questi primi veicoli elettrici era ben oltre 32 km/h, velocità eccezionale per il tempo.
I veicoli elettrici a batteria (BEV), prodotti dalle ditte Anthony Electric, Baker Electric, Detroit Electric ed altre, nel corso dei primi anni del XX secolo per un certo tempo vendettero di più rispetto ai veicoli a benzina. A causa dei limiti tecnologici e costi delle batterie, e della mancanza di una qualsiasi tecnologia di controllo della carica e della trazione (a transistor o a valvola termoionica) persero interesse. In seguito questi veicoli vennero venduti con successo come town car (veicoli di quartiere o di paese) a clienti delle classi agiate, e venivano spesso commercializzati come veicoli appropriati al sesso femminile, a causa della loro operatività semplice, pulita e poco rumorosa, che non necessitava di frequenti rabbocchi dell'acqua del radiatore, dell'olio o sostituzioni delle candele o fermi mensili o annuali in officine specializzate come per il grafitaggio e la pulizia motore e molto altro.

### Alcuni modelli di veicoli elettrici prodotti
Sono inclusi alcuni veicoli elettrici molto popolari presso il pubblico, che sono stati venduti, oppure dati in leasing, a flotte di vari comuni, oppure a trasporti interni di fabbriche, ospedali, università, ecc. (in ordine cronologico):
| Nome | Commenti | Anni di produzione         | Quantitativo prodotto        | Costo                                                           |
| --- | --- | -------------------------- | ---------------------------- | --------------------------------------------------------------- |
| Baker Electric | La prima auto elettrica, capace di velocità fino a 35 km/h, che veniva considerata facile da guidare e che - a piena carica delle batterie - poteva percorrere una distanza di 80 km. | 1899-1915                  | ?                            | US $2300                                                        |
| Camona tipo "Ausonia" | Nel 1905 la ditta Camona di Sesto San Giovanni proponeva diversi modelli di veicoli elettrici con marchio Ausonia | 1899-1906                  | ?                            | ?                                                               |
| Detroit Electric | Venduta principalmente a donne e medici. Autonomia da 115 km (tipica) a 280 km (massimo) tra le varie ricariche della batteria. Velocità massima di circa 28 km/h, a quei tempi considerata adeguata per la guida in città. | 1907-39                    | <5000                        | >US $3000 dipendono dalle opzioni                               |
| STAE "Vettura elettrica" | Vettura elettrica realizzata dall'azienda italiana STAE, era dotata di un motore elettrico, in posizione centrale, da 10cv; aveva un'autonomia di 80–90 km a una velocità di 30 km/h. (un esemplare fa parte della collezione permanente del Museo nazionale dell'automobile di Torino) | 1909                       | ?                            | ?                                                               |
| Henney Kilowatt | La prima auto elettrica moderna (controllata da transistor), capace di percorrere le autostrade a velocità di più di 95 km/h; dotata di freni idraulici moderni. | 1958–60                    | <100                         |                                                                 |
| Gurgel Itaipu E150 | Il primo prototipo Gurgel Itaipu fu presentato al Motor Show del 1974 e il suo lancio avvenne l'anno successivo. Il nome simbolico era un omaggio alla centrale idroelettrica di Itaipu, nel Paraná, che all'epoca era ancora in costruzione. L'Itaipu E150 aveva una capacità di soli due posti e un design molto geometrico. Il suo peso era di 460 kg, con 320 kg solo dalle batterie da 3,2 kW che erogavano l'equivalente di 4,2 CV. | 1974-1979                  | ?                            | ~60.000 R$ Real brasiliano                                      |
| Fiat City Car X1/23 | Presentata dalla Fiat nel 1974 consisteva nella variante elettrica della Fiat City Car. Nell'estate del 1979, a cura del Centro Ricerche Fiat ne venne presentata una versione ancora migliorata, con batterie al nichel-zinco e motore a corrente continua ad eccitazione separata e controllo elettronico ad impulsi. | 1974-1979                  |                              |                                                                 |
| Pilcar | Quadriciclo progettato e costruito in Svizzera a quattro posti | 1977-79                    |                              | ~ 16.000 Franchi dell'epoca                                     |
| Sinclair C5 | Piccolo veicolo monoposto recumbent a tre ruote realizzato da Sir Clive Sinclair | Gennaio 1985-Novembre 1985 | > 12000                      | ~ 399 Sterline dell'epoca                                       |
| Fiat Panda Elettra | "Conversione" elettrica basata sulla Panda 750 | 1990                       | ?                            | 25.600.000 Lire                                                 |
| General Motors EV1 | Fornita soltanto in leasing, tutti i modelli sono stati distrutti | 1996-2003                  | >1000                        | ~ US $40.000 (senza i sussidi)                                  |
| Twike | Veicolo elettrico a tre ruote, con la possibilità di pedalare. Prodotto in Germania. | 1996+                      | >750                         | ~ US $16K                                                       |
| Chrysler EPIC minivan | Seconda generazione del Chrysler TEVan, utilizzava batterie piombo-acido da 324 Volt, nel '97 e batterie NiMH da 336 Volt NiMH dopo il 98; Velocità massima di 128 km/h, autonomia di 110-144 km | 1997–2000                  | <351                         | dato in leasing al governo ed a "flotte" di servizi.            |
| Honda EV Plus | Primo BEV costruito da una grande ditta, senza l'uso di batterie piombo-acido. Autonomia di (130–180 km); velocità max. superiore ai 130 km/h; 24 batterie a 12V accumulatore NiMH | 1997–99                    | ~300                         | US $455/mese pe run leasing di 36 mesi, o $53.000 senza sussidi |
| Toyota RAV4 EV | Sono scarse, alcune date in leasing e vendute nella costa est ed ovest degli USA, attualmente ricevono assistenza tecnica e manutenzione. La Toyota ha accettato di non demolirle. | 1997–2002                  | 1249                         | US $40.000 senza sussidi                                        |
| Fiat Seicento Elettra | Elettrificazione della Seicento, successivamente fu realizzato un anche un prototipo a fuel cell a idrogeno (Seicento Elettra H2) | 1998                       |                              | 22.950 €                                                        |
| Chevrolet S10 EV | S–10 con motori, circuiti di controllo e batterie della EV1, 45 apparecchi venduti a privati cittadini, ancora in funzione; alcune sono state vendute a flotte aziendali, disponibili da rivenditori come veicoli aggiornati e dalle caratteristiche ampliate. | 1998                       | 100                          |                                                                 |
| Citroën Saxo Electrique | 20 batterie da 6V 100Ah al NiCD alimentano un motore CC ad eccitazione separata, 11 kW di potenza nominale, oltre 20 kW la potenza di picco. Velocità massima limitata elettronicamente a circa 91 km/h | 1998-2005                  | >5000                        |                                                                 |
| Citroën Berlingo Electrique | 65+ MPH top speed, 40-60 mile range; 27 batterie nichel-cadmio da 6 volt, 100 batterie ampere-ora in tre pacchetti. Molto simile alla Peugeot Partner che è stata offerta come VE. | 1998-2005                  |                              |                                                                 |
| Ford Ranger EV | Alcuni venduti, altri in leasing; quasi tutti distrutti. La Ford concedeva la trasformazione elettrica e la vendita di piccole quantità a dei "leasers" in base ad una lotteria. | 1998-2002                  | 1500, forse sopravvivono 200 | ~ 50.000 US$, sussidiato a 20.000 $                             |
| Nissan Altra EV | Station wagon di medie dimensioni disegnata dall'inizio come il primo veicolo BEV ad usare gli accumulatori Li-ion; 75+ MPH v.max., autonomia di 192 km, durata della batteria > 160.000 km | 1998–2000                  | ~133                         | Affitto mensile di US $470                                      |
| Think Nordic TH!NK City | Bi-posto, automia di 85 km, vel. max. 90 km/h, batterie Ni-Cd | 1999-2002                  | 1005                         |                                                                 |
| REVA | Auto cittadina costruita in India, vel.max.65 km/h, venduta anche in Italia come la "G-Wiz" | 2001+                      | >1600                        | ~ £8K 12000€                                                    |
| Fiat Phylla | Vettura lunga 3 metri e larga 1,6 pesante solo 750 kg con pannelli fotovoltaici inglobati nella carrozzeria. La vettura, dotata di batterie ricaricabili tramite una tradizionale presa domestica, permette di percorrere più di 18 km al giorno; velocità massima:130 km/h. Raggiunge i 50 km/h in 6 secondi. Presentata al motorshow di Bologna è stata concepita dalla Fiat insieme alla Regione Piemonte. Per la sua realizzazione hanno collaborato con il Centro Ricerche Fiat diversi studi di design e progettazione in seguito a un concorso di stile. Il progetto ha coinvolto il Politecnico di Torino, l'Istituto Europeo di Design (IED) e l'Istituto di Arte Applicata e Design (IAAD) e aziende come Novamont e il Consorzio Proplast, Sagat, ENECOM, Sydera e Bee Studio. | 2008+                      |                              |                                                                 |
| Tesla Roadster | Biposto, automia di 400 km, vel. max. 210 km/h, da 0-100 km/h in 4 sec, 251 cavalli, monomarcia (più la retro), coppia di 240 N·m a 0 giri che scende a 95 N·m a 13.500 giri/m, batterie al litio | 2008+                      |                              | da US $98000                                                    |
| Tazzari Zero | Vettura sportiva a due posti, realizzata dall'azienda italiana Tazzari, dal peso contenuto (542 kg) grazie al corpo interamente in alluminio. Ha una velocità massima di 100 km/h e un'autonomia di 140 km. Il motore (che sprigiona 150 Nm di coppia) è in posizione centrale, la trazione è posteriore. Ha la caratteristica di ricaricare le batterie all'80% in 50 minuti. Prodotta anche in versione spider. | 2009+                      |                              | da 24.000 euro                                                  |
| Fiat 500 BEV | Versione interamente elettrica della Fiat 500 (2007), tale versione è stata realizzata dalla Fiat per il mercato nordamericano secondo accordi presi con il governo locale. Presentata come concept al Salone dell'automobile di Washington nel 2010 è commercializzata dal 2012. | 2012+                      |                              | non ancora confermato                                           |
| Veicoli elettrici a breve raggio ("Neiborghood Electric Vehicles" o NEV) (microcar equiparate ai ciclomotori, guidabili con la patente AM) | |                            |                              |                                                                 |
| Global Electric Motorcars | Cinque modelli in produzione, includendo due piccoli camion "pickup"; la loro velocità viene limitata elettronicamente a 40 Kph per classificarsi come NEV, ed usano batterie piombo-acido. Acquistate dalla DaimlerChrysler nel 2000. | 1998+                      | >30.000                      | prezzo varia per modello, da US $7.000 a $12.500                |
| Zenn EV | Veicolo a due volumi, tre porte, biposto con varie opzioni di batterie, raggio di 35 miglia. | 2006+                      | ignoto                       | US $12.000 a 14.000                                             |
| Dynasty EV | Cinque modelli in produzione, tutti molto simili al modello Sedan, usano batterie Pb-acido e vengono limitate a 40 Kph per qualificare come NEV. L'autonomia della sedan è di circa 48 km. | 2001+                      |                              |                                                                 |
| Estrima Birò | Veicolo elettrico minimale a 4 ruote, realizzato dalla italiana Estrima. Dotato di 2 motori Brushless da 48 V raggiunge una velocità massima di 45 km/h. Dotato di un sistema di recupero dell'energia in frenata ha un'autonomia di circa 40 o 70 km, in base alla tipologia di batterie installate; utilizza infatti sia la tecnologia al piombo che al litio. Nel 2010 e 2011 è stato il veicolo elettrico più immatricolato in Italia. | 2010                       |                              | EUR €6.990 + kit batterie                                       |
| Effedi Maranello | Veicolo a due volumi, tre porte, biposto. | 2010                       | ignoto                       | EUR €12.500                                                     |

### Brevetti dell'auto elettrica più antichi
- (EN)  US523354, United States Patent and Trademark Office, Stati Uniti d'America., E. E. Keller, Electrically Propelled Preambulator
- (EN)  US594805, United States Patent and Trademark Office, Stati Uniti d'America., Hiram Stevens Maxim, Motor vehicle
- (EN)  US772571, United States Patent and Trademark Office, Stati Uniti d'America., H. S. Maxim, Electric motor vehicle